# (1248) Jugurtha
(1248) Jugurtha – planetoida z pasa głównego asteroid okrążająca Słońce w ciągu 4 lat i 179 dni w średniej odległości 2,72 au. Została odkryta 1 września 1932 roku w Union Observatory w Johannesburgu przez Cyrila Jacksona. Nazwa planetoidy pochodzi od Jugurty (ok. 160-104 p.n.e.), króla Numidii. Przed nadaniem nazwy planetoida nosiła oznaczenie tymczasowe (1248) 1932 RO.